# Neuhaus (Möhnesee)
Neuhaus (ⓘ) in der Gemeinde Möhnesee ist ein Dorf im Tal der Heve, eines Flusses, der den südlichen Haken des Möhnesees speist.
Neuhaus ist ein Straßendorf entlang der einzig befahrbaren Verbindung von Stockum nach Arnsberg-Breitenbruch. Neuhaus ist vom Naturschutzgebiet Arnsberger Wald umgeben.

## Kirche
Die katholischen Gemeindemitglieder von Neuhaus gehörten jahrzehntelang zur Gemeinde in Körbecke, bekamen aber in den 1950er Jahren eine eigene kleine Kirche. Der sonntägliche Kirchweg der Neuhauser war zuvor ein mühseliger: mitten in der Nacht aufzubrechen, durch den Arnsberger Wald am „Hohen Stoß“ vorbeizugehen, sodann hinab ins Möhnetal und am nördlichen Hang wieder halb nach Körbecke hinaufzusteigen: neun Kilometer bergauf und bergab gehen, und nach dem Gottesdienst den gleichen Weg wieder zurück.